# George Keys
George Keys est un rameur néo-zélandais né le 12 décembre 1959 à Burwood (banlieue de Christchurch).

## Biographie
Il dispute les épreuves d'aviron aux Jeux olympiques d'été de 1988 à Séoul où il remporte une médaille de bronze en quatre avec barreur.

## Palmarès

### Jeux olympiques
- Jeux olympiques d'été de 1988 à Séoul
  -  Médaille de bronze en quatre avec barreur[1]

### Championnats du monde
- Championnats du monde d'aviron 1982 à Rotsee
  -  Médaille d'or
- Championnats du monde d'aviron 1983
  -  Médaille d'or